# Степени свободы (физика)
Сте́пени свобо́ды — характеристики движения механической системы. Число степеней свободы определяет минимальное количество независимых переменных (обобщённых координат), необходимых для полного описания состояния механической системы. Строгое теоретико-механическое определение: число степеней свободы механической системы есть размерность пространства её состояний с учётом наложенных связей.
Также число степеней свободы равно полному числу независимых уравнений второго порядка (таких, как уравнения Лагранжа) или половине числа уравнений первого порядка (таких, как канонические уравнения Гамильтона), полностью описывающих динамику системы.

## Состояние физической системы
Подавляющее большинство физических систем может находиться не в одном, а во многих состояниях, описываемых как непрерывными (например, координаты тела), так и дискретными (например, квантовые числа электрона в атоме) переменными.
Независимые «направления», переменные, характеризующие состояния системы, называются степенями свободы.
Число степеней свободы равно минимальному количеству таких переменных, необходимому для полного описания состояния системы. Например, положение математического маятника можно характеризовать как углом его поворота вокруг оси, так и двумя координатами положения материальной точки относительно оси. Однако у такого маятника всего лишь одна степень свободы, а не две (как может показаться во втором случае), поскольку одного только угла поворота достаточно для описания положения этой системы в любой момент времени.

### Примеры
- Простейшая механическая система — материальная точка в трёхмерном пространстве — обладает тремя степенями свободы, так как её состояние полностью описывается тремя пространственными координатами.
- Абсолютно твёрдое тело обладает шестью степенями свободы, так как для полного описания положения такого тела достаточно задать три координаты центра масс и три угла, описывающих ориентацию тела (эти величины известны в быту как «наклон, подъём, поворот», в авиации их называют «крен, тангаж, рыскание»). Их также называют углами Эйлера (прецессии, нутации и собственного вращения).
- Реальные тела обладают огромным числом степеней свободы (порядка числа частиц, из которых состоит тело). Однако в большинстве ситуаций оказывается, что наиболее важны лишь несколько «коллективных» степеней свободы, характеризующих движение центра масс тела, вращение тела, его деформацию, его макроскопические колебания. Остальные же — микроскопические степени свободы незаметны по отдельности, а воспринимаются сразу все вместе, как, например, температура и давление.

## Обобщённые координаты
Понятие степени свободы связано с таким понятием, как размерность. В математике размерность — это количество независимых переменных, необходимых для описания состояния объекта, или, другими словами, для определения его положения в неком абстрактном пространстве.
При математическом описании состояния физической системы N степеням свободы отвечают N независимых переменных, называемых обобщёнными координатами.
В случае непрерывных степеней свободы соответствующие обобщённые координаты принимают непрерывный ряд значений. Однако можно рассматривать и дискретные степени свободы.

### Примеры
- Для того, чтобы описать положение окружности на плоскости, достаточно трёх параметров: двух координат центра и радиуса, то есть пространство окружностей на плоскости трёхмерно. Окружность может быть перемещена в любую точку плоскости и её радиус может быть изменён, поэтому у неё три степени свободы.
- Для того, чтобы определить координаты объекта на географической карте, нужно указать широту и долготу. Соответствующее пространство поэтому называется двумерным. Объект может располагаться в любой точке, поэтому у каждого объекта на карте две степени свободы.
- Для задания положения самолёта нужно указать три координаты — дополнительно к широте и долготе нужно знать высоту, на которой он находится. Поэтому пространство, в котором находится самолёт, является трёхмерным. К этим трём координатам может быть добавлена четвёртая (время) для описания не только текущего положения самолёта, но и момента времени. Если добавить в модель ориентацию (крен, тангаж, рыскание) самолёта, то добавятся ещё три координаты и соответствующее абстрактное пространство модели станет семимерным.

## Степени свободы в статистической физике и термодинамике
В статистической физике и термодинамике, говоря о степенях свободы, иногда имеют в виду тесно связанное с описанным выше, но несколько модифицированное понятие.
Дело в том, что в этом случае прежде всего интересует полная энергия, приходящаяся на степень свободы. А у каждой колебательной степени свободы имеется как кинетическая, так и потенциальная энергия.
Классическая теорема о распределении энергии по степеням свободы гласит: при термодинамическом равновесии кинетическая энергия в среднем равномерно распределяется по всем степеням свободы, по {\displaystyle {\frac {kT}{2}}} на каждую степень свободы. При этом на каждую степень свободы, имеющую и потенциальную энергию (зависящую от данной координаты), потенциальная энергия также добавляется к полной энергии системы, а для колебательных степеней свободы средняя кинетическая и средняя потенциальная энергия равны (это утверждение является точным для гармонических осцилляторов, однако является хорошим приближением и при некотором ангармонизме).
Таким образом, оказывается, что при вычислении внутренней энергии системы каждая колебательная степень свободы учитывается дважды. Поэтому иногда, для простоты подсчётов используют формулу
{\displaystyle {\frac {kTN_{f}}{2}},}
где под {\displaystyle N_{f}} понимают количество степеней свободы не в обычном смысле, а в смысле распределения полной энергии, то есть каждая колебательная степень свободы учитывается дважды (как «колебательная кинетическая» плюс как «колебательная потенциальная»), то есть в этом смысле можно говорить, что каждой колебательной степени свободы соответствуют две степени свободы в термодинамическом смысле. Остальные степени свободы (поступательные и вращательные) учитываются просто, без удвоения (так как этим видам движения соответствует нулевая — говоря точнее, пренебрежимо малая — потенциальная энергия).
Таким образом, в статистической физике нередко под степенями свободы понимают координаты не в конфигурационном пространстве, а в фазовом пространстве, то есть считают за различные степени свободы обобщённые координаты и обобщённые импульсы. В этом случае вносят одинаковый в классическом приближении (то есть с некоторыми оговорками — просто при достаточно высоких температурах) вклад в полную энергию — по {\displaystyle {\frac {kT}{2}}} каждая — только те из них, которые входят в выражение для энергии квадратически.

## Вымораживание степеней свободы
Квантовомеханическое рассмотрение показывает, что разные степени свободы могут быть активны или неактивны вот в каком смысле: если некоторое движение имеет дискретный спектр (а дискретный спектр соответствует всякому связанному состоянию), то оно может возбуждаться (система переходит на более высокий энергетический уровень) только при поглощении энергии большей, чем разность энергии первого возбуждённого и основного состояния (энергии возбуждения). Поэтому если система (молекула, атом) вначале находится в основном состоянии и происходит взаимодействие с частицей, которая может отдать лишь энергию меньшую, чем энергия возбуждения (например с фотоном более низкой энергии или с молекулой, энергия движения которой меньше, чем этот порог) данная степень свободы никак не проявляется (движение, связанное с ней, не может возникнуть; говоря точнее, оно не может измениться, эта степень свободы остаётся в основном состоянии). Это называется вымораживанием степени свободы (конечно же, даже у одной и той же системы разные степени свободы могут иметь одинаковые или разные энергии возбуждения, и поэтому быть вымороженными или не вымороженными для взаимодействия с частицами разных энергий).
Это в полной мере относится к проявлению разных степеней свободы при различных температурах.
Действительно, при определённой температуре энергия движения частиц имеет в среднем величину порядка kT, следовательно все степени свободы, энергия возбуждения которых много больше, будут выморожены (их можно не учитывать в статистике). В связи с этим для каждой конкретной степени свободы каждой системы (атома, молекулы, кристалла и т. д.) вводится понятие температуры вымораживания (равной энергии возбуждения, делённой на постоянную Больцмана). При температурах много ниже температуры вымораживания степень свободы не проявляется (находится в основном состоянии и обычно может просто никак не учитываться), при много больших — степень свободы полностью «включена» и движение по ней может рассматриваться как классическое, при температурах же порядка температуры вымораживания происходит постепенное включение степени свободы при повышении температуры или постепенное выключение при понижении.
Описанное объясняет изменение теплоемкости различных веществ с температурой. Классическая статистическая физика говорит о равномерном распределении энергии по степеням свободы (здесь термин степень свободы понимается в термодинамическом смысле, см. выше). Однако очевидно, что на самом деле (учитывая квантовомеханическую коррекцию) это утверждение следует относить только к «включённым» степеням свободы, то есть исключая вымороженные. Следовательно, молярная теплоемкость будет
{\displaystyle c={\frac {1}{2}}kN_{f},}
где k — постоянная Больцмана, Nf — количество степеней свободы данного типа в рассматриваемой системе (в частности, если речь идёт о совокупности молекул, {\displaystyle N_{f}=Ni,} где N — количество молекул, i — количество степеней свободы одной молекулы).

## Степени свободы молекулы
Формула внутренней энергии идеального газа:
{\displaystyle U={\frac {i}{2}}\cdot {\frac {m}{\mu }}RT},
и прямо связанная с ней формула для средней энергии молекулы идеального газа
{\displaystyle U_{1}={\frac {i}{2}}kT},
где
{\displaystyle i} — количество степеней свободы молекулы газа,
{\displaystyle \nu ={\frac {m}{\mu }}} — количество газа ({\displaystyle m} — масса, {\displaystyle \mu } — молярная масса газа),
{\displaystyle R} — универсальная газовая постоянная,
{\displaystyle k} — константа Больцмана,
{\displaystyle T} — абсолютная температура газа.
Степени свободы молекулы вымораживаются, как это описано в параграфе выше, что означает, что эффективное i в формуле зависит от температуры и, вообще говоря, не может быть просто вычислено классическим механическим способом.
Все вращательные степени свободы у одноатомных молекул и вращательная степень свободы, соответствующая вращению вокруг продольной оси у линейных (в реальном геометрическом смысле) молекул, выморожены (то есть не должны учитываться в i) всегда, поскольку их температуры вымораживания настолько высоки, что диссоциация молекул происходит гораздо раньше, чем эти температуры достигаются.